# 丹麦泛航航空
丹麦泛航航空（Transavia Denmark ApS，也作Transavia.com Denmark或Transavia Denmark，作商业用途则被成为transavia.com）曾是一家丹麦的廉价航空公司，总部位于哥本哈根旁的托恩比自治市凯斯楚普。丹麦泛航航空是法国泛航航空的子公司，其枢纽机场位于哥本哈根机场。丹麦泛航航空主要运营往返于旅游圣地的航线。